# Gran Premio Industrias del Mármol

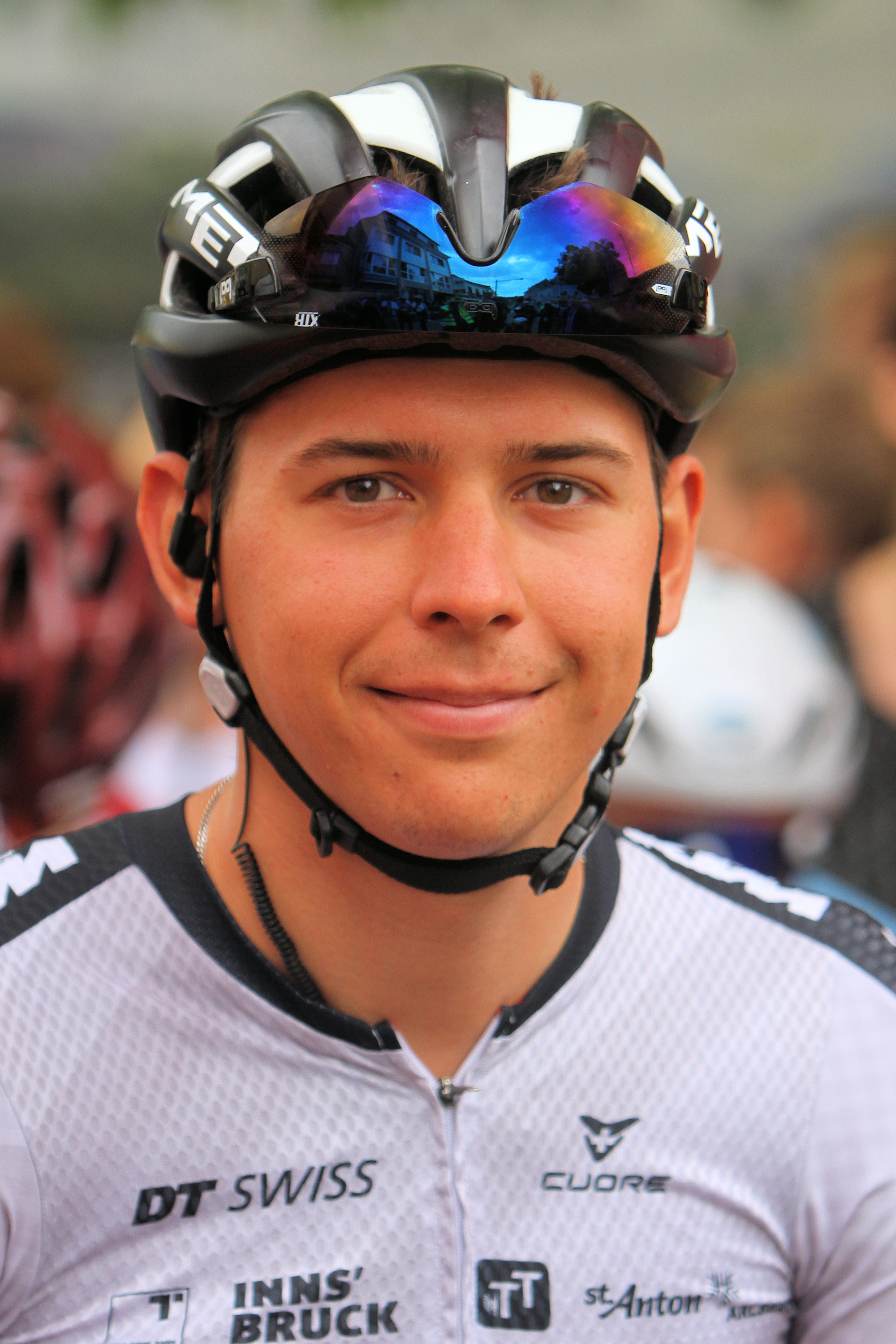
Ganador 2019: Patrick Gamper

El Gran Premio Industrias del Mármol (oficialmente: Gran Premio Industrie del Marmo) es una carrera ciclista de un día italiana que se disputa en el municipio de Carrara (provincia de Massa y Carrara, región de Toscana) y sus alrededores, en el mes de mayo.
Se creó en el 2000 como carrera amateur y hasta 2005 no fue profesional por ello la mayoría de ganadores han sido italianos. En 2004 fue de categoría 1.6 (máxima categoría para carreras amateur). Desde la creación de los Circuitos Continentales UCI en 2005 forma parte del UCI Europe Tour, dentro de la categoría 2.2 (última categoría del profesionalismo).
Su trazado siempre suele constar de unos 167 km.
Está organizada por Ocimroup.

## Palmarés
En amarillo: edición amateur.
| Año       | Ganador                 | Segundo               | Tercero           |
| --------- | ----------------------- | --------------------- | ----------------- |
| 2000      | Simone Cadamuro         | Cristian Tosoni       | Nicola Gavazzi    |
| 2001      | Nicola Pavone           | Pasquale Muto         | Samuele Vecchi    |
| 2002      | Ezio Casagrande         | Daniel Okrucinski     | Luigi Giambelli   |
| 2003      | Cristian Tosoni         | Denys Kostyuk         | Roman Luhovyy     |
| 2004      | Matej Mugerli           | Juan Pablo Magallanes | Wojciech Dybel    |
| 2005      | Alessio Signego         | Nicola Del Puppo      | Michał Gołaś      |
| 2006      | David Garbelli          | Gianluca Coletta      | Vitaliy Kondrut   |
| 2007      | Anton Rechetnikov       | Gene Bates            | Vincenzo Garofalo |
| 2008      | Simone Stortoni         | Emanuele Vona         | Cameron Meyer     |
| 2009      | Carlos Manarelli        | Enrico Magazzini      | Matej Stare       |
| 2010      | Tomas Alberio           | Rafael Andriato       | Luke Rowe         |
| 2011      | Rafael Andriato         | Matteo Trentin        | Michele Simoni    |
| 2012      | Thomas Fiumana          | Kristian Sbaragli     | Matteo Busato     |
| 2013      | Luca Benedetti          | Thomas Fiumana        | Caleb Ewan        |
| 2014      | Matej Mugerli           | Martin Weiss          | Sergey Shilov     |
| 2015      | Gian Marco Di Francesco | Gennaro Giustino      | Davide Martinelli |
| 2016      | Damiano Cima            | Seid Lizde            | Niko Colonna      |
| 2017      | Michael Storer          | Lucas Hamilton        | Matic Grošelj     |
| 2018      | Gregorio Ferri          | Matteo Sobrero        | Christian Scaroni |
| 2019      | Patrick Gamper          | El Mehdi Chokri       | Paolo Baccio      |
| 2020-2021 | no se disputó           | no se disputó         | no se disputó     |
| 2022      | Alessio Martinelli      | Francesco Busatto     | Pirmin Benz       |
| 2023      | Christian Bagatin       | Marco Schrettl        | Simone Griggion   |
| 2024      | Tommaso Dati            | Manuel Oioli          | Filippo Turconi   |
| 2025      | Ilya Savekin            | Federico Biagini      | Alessio Menghini  |

## Palmarés por países
| País      | Victorias |
| --------- | --------- |
| Italia    | 16        |
| Brasil    | 2         |
| Eslovenia | 2         |
| Rusia     | 2         |
| Australia | 1         |
| Austria   | 1         |